# کریستا کولن
کریستا کولن (انگلیسی: Crista Cullen؛ زادهٔ ۲۰ اوت ۱۹۸۵) بازیکن هاکی روی چمن اهل انگلستان است که در مسابقات کشوری و بین‌المللی در مجموع برندهٔ ۱ مدال طلا، ۱ مدال نقره، ۴ مدال برنز شده‌است.